# アンドロメダ座X
アンドロメダ座X(Andromeda X)は、アンドロメダ座の方角に約290万光年離れた位置にある矮小楕円体銀河である。2005年に発見された。アンドロメダ座Xは、アンドロメダ銀河の伴銀河でもある。